# Cheiracanthium longipes
Cheiracanthium longipes är en spindelart som först beskrevs av Tord Tamerlan Teodor Thorell 1890.  Cheiracanthium longipes ingår i släktet Cheiracanthium och familjen sporrspindlar. Inga underarter finns listade i Catalogue of Life.